# Stefano Donaudy
Stefano Donaudy (Palermo, 21 febbraio 1879 – Napoli, 30 maggio 1925) è stato un compositore italiano.

## Biografia

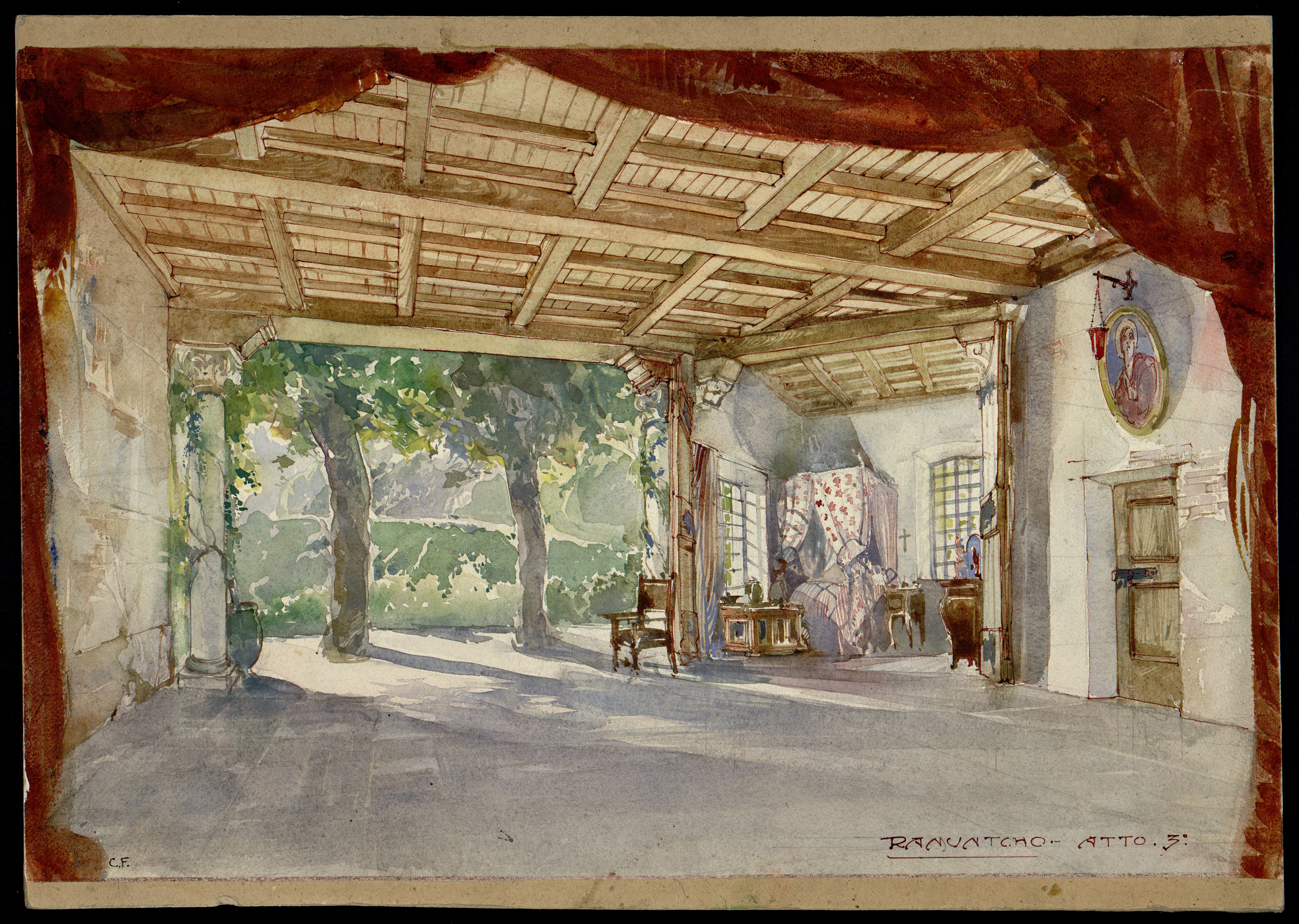
La camera di Franchita, bozzetto per Ramuntcho, atto 3 (1921). Archivio Storico Ricordi

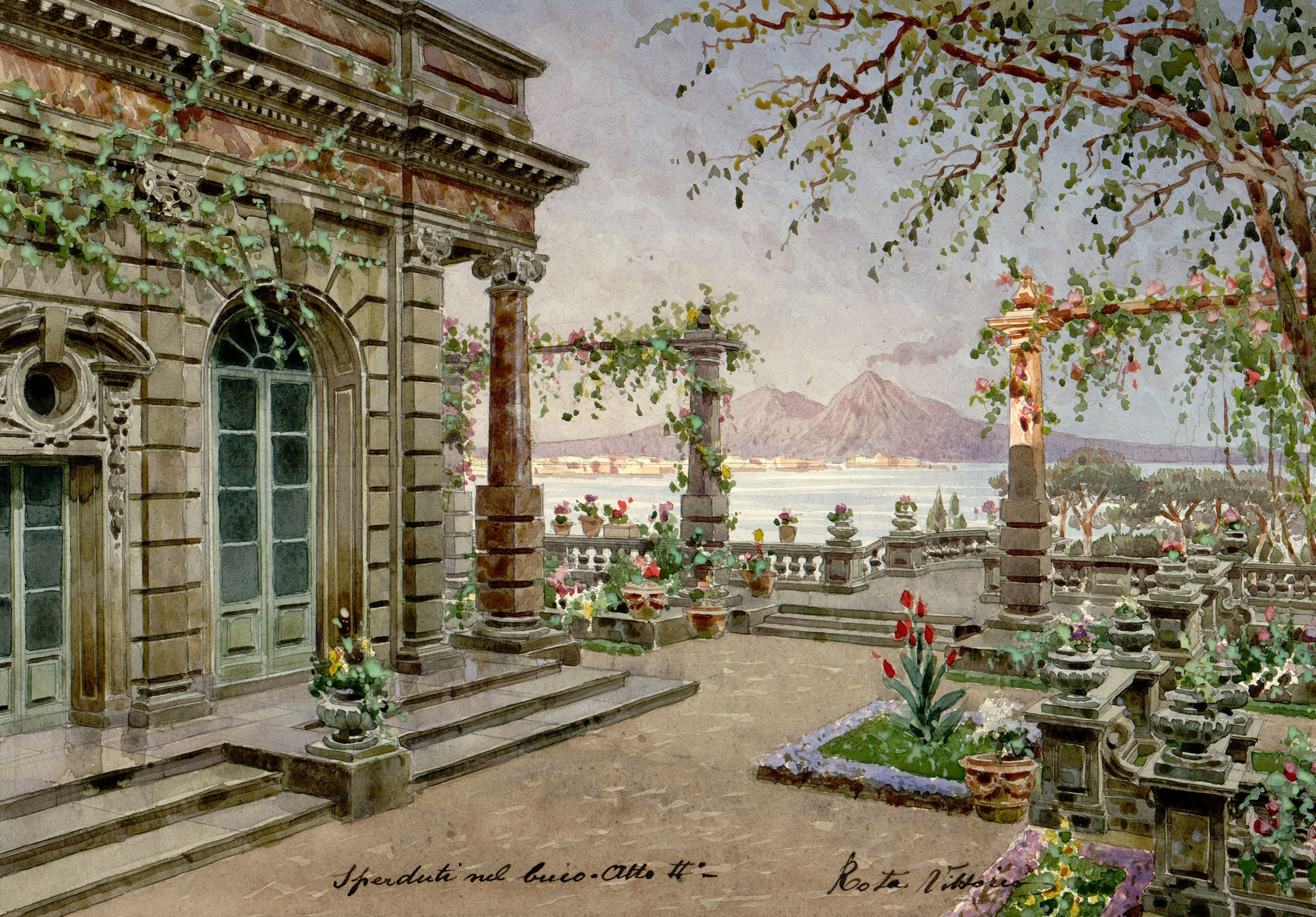
Una spianata nella villa del Duca di Vallenza, sul mar di Posillipo, bozzetto per Speduti nel buio atto 2 (1907).

Figlio di padre francese e madre italiana, fu un compositore italiano minore attivo tra gli anni 1890 e l'inizio del XX secolo, in un momento in cui Palermo, la sua città natale, stava vivendo un periodo di relativo splendore sotto l'afflusso di ricche famiglie anglo-siciliane come i Florio e i Whitaker. Nessun studio biografico o musicologico è stato finora dedicato a lui, ma sembra che Donaudy fosse molto precoce, poiché diverse fonti datano sia la sua prima opera Folchetto che una delle sue canzoni più popolari, Vaghissima sembianza, al 1892, quando aveva solo tredici anni. 
Dopo gli studi con il direttore del Conservatorio di Palermo Guglielmo Zuelli (un rivale di Giacomo Puccini nei suoi primi anni), sembra che Donaudy si guadagnasse da vivere come insegnante di canto, maestro e accompagnatore per alcune delle famiglie più ricche della Sicilia, il tutto mentre perseguiva attivamente una carriera come compositore. Scrisse principalmente musica vocale, dividendo i suoi sforzi tra opera e canzone, sebbene abbia scritto anche musica da camera e orchestrale. Quasi tutti i suoi testi di canzoni e libretti furono prodotti da o scritti a quattro mani con il fratello Alberto Donaudy (1880-1941), un poeta il cui stile riflette i gusti letterari prevalenti del periodo, da Arrigo Boito e Gabriele D'Annunzio a Guido Gozzano.
Oggi la fama di Donaudy si basa esclusivamente sulla sua raccolta 36 arie di stile antico, pubblicata per la prima volta da Casa Ricordi nel 1918 con revisioni nel 1922, ma utilizzando materiale composto dal 1892 in poi. È attualmente ancora in stampa. Molte delle sue canzoni non sono mai scomparse dal repertorio concertistico di cantanti lirici italianizzati, e titoli come Vaghissima sembianza, Spirate pur, spirate, O del mio amato ben e i bellissimi Amorosi miei giorni, hanno ricevuto indimenticabili interpretazioni su disco da cantanti come John McCormack, Enrico Caruso, Beniamino Gigli, Tito Schipa, Claudia Muzio, Rosa Ponselle e più recentemente da personaggi come Arleen Auger, Marcello Giordani, Sumi Jo e Andrea Bocelli. Tutti questi brani rivelano una perfetta padronanza della tecnica vocale e una vena melodica profondamente sensuale ed elegante, che li rendono una degna testimonianza di quella particolare variante dello spirito Art Nouveau conosciuta in Italia come Stile Liberty. Forse il modo più rapido per incarnare Donaudy è definirlo un equivalente italiano di Reynaldo Hahn.
Il resto della sua produzione è completamente dimenticato. Questo include le opere Folchetto (Palermo, 1892), La scampagnata (Palermo, 1898), Teodoro Koerner (Amburgo, 27 novembre 1902 come Theodor Körner), Sperduti in buio (Palermo, 27 aprile 1907) e Ramuntcho (da Pierre Loti, Milano, 19 marzo 1921). L'ultima opera di Donaudy fu rappresentata in prima assoluta al Teatro di San Carlo di Napoli il 25 aprile 1922: La Fiamminga fu un fiasco assoluto e Donaudy fu così ferito che abbandonò la composizione per il resto della sua vita. Morì tre anni dopo, quando aveva appena quarantasei anni.
Ancora meno informazioni sono disponibili sul resto della sua produzione, che sembra includere una cantata, Il sogno di Palisenda, scritta prima del 1902, un poema sinfonico, diverse opere minori per orchestra e «un quartetto di composizioni» per violino e pianoforte.